# Вест Спрингфилд (Вирџинија)
Вест Спрингфилд (енгл. West Springfield) насељено је место без административног статуса у америчкој савезној држави Вирџинија.

## Демографија
По попису из 2010. године број становника је 22.460, што је 5.918 (-20,9%) становника мање него 2000. године.
| Група             | 2000.          | 2010.          |
| Белци             | 20.151 (71,0%) | 13.499 (60,1%) |
| Афроамериканци    | 1.387 (4,9%)   | 1.746 (7,8%)   |
| Азијати           | 3.946 (13,9%)  | 3.511 (15,6%)  |
| Хиспаноамериканци | 2.081 (7,3%)   | 2.967 (13,2%)  |
| Укупно            | 28.378         | 22.460         |